# ولاية تشو

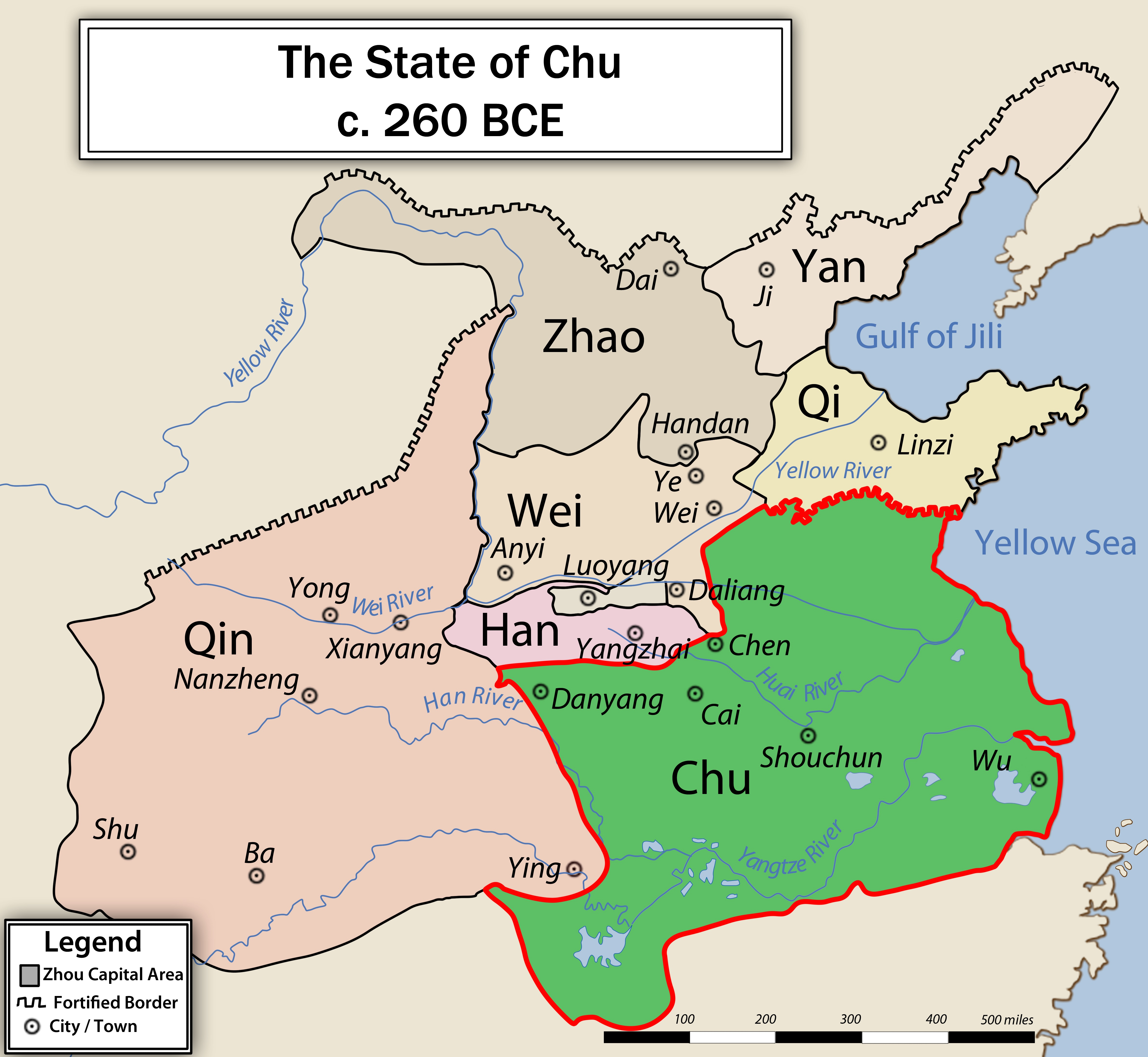

تشو (حوالي 1030 - 223 قبل الميلاد) ((بالصينية: 楚國; البينيين: Chǔ Guó)) كانت ولاية قديمة تقع إلى وسط وجنوب الصين الحالية خلال أسرة تشو. كان حكام تشو يحملون في الأصل رتبة النبلاء تسي (子)، وهي رتبة مشابهة للفيكونت، ولكن بداية من الملك وو من تشو في أوائل القرن الثامن عشر قبل الميلاد، أعلن حكام تشو أنفسهم ملوكًا. وكان للعائلة المالكة لقب ناي (嬭) اسم اسم العشيرة يان (酓)، ولكن تغير هذا لاحقًا إلى اللقب مي (芈) واسم العشيرة شيونغ (熊).
وقامت ولاية تسو، المعروفة في الأصل بيينغ (荆) ثم كيينغ تشو (荆楚)، باحتلال مناطق شاسعة من الأراضي، وتتضمن غالبية مقاطعات هوبي وهونان وأجزاء من تشونغتشينغ وقويتشو وهنان وآنهوي وجيانغشي وجيانغسو وجياجيانغ وشانغهاي. ولأكثر من 400 عامًا كانت عاصمة تشو دانيانغ تقع في منطقة تقاطع بين نهر دان ونهر سي، بالقرب من سيتشوان الحالية في مقاطعة هنان، ولكن تم نقلها بعد ذلك إلى يينغ.

## معلومات تاريخية

### النشأة والتأسيس
وفقًا للأساطير المذكورة في سجلات المؤرخ بواسطة سيما تشيان، كانت عائلة تشو الملكية سليلة الإمبراطور الأصفر الأسطوري وحفيده وخليفته الأمبراطور تشوانسفي. ولقد عين ووهوي (吳回) ابن حفيد تشوانسفي مسئولاً عن النار بواسطة الأمبراطور كو ومنح لقب تشورونغ. وكان لدى لوتسونغ، ابن ووهوي، ستة أبناء، وجميعهم تمت ولادتهم عن طريق الولادة القيصرية. واتخذ الابن الأصغر، جيليان، اسم «مي» لقبًا له.
كان يوشيونغ، سليل جيليان، هو معلم ملك وين من تشو (حكم خلال الفترة 1099-1050 قبل الميلاد). وبعدما أطاح تشو بمملكة شانغ، قام الملك شينغ من تشو (حكم خلال الفترة 1042-1021 قبل الميلاد) بمنح شيونغ يي، ابن حفيد يوشيونغ، اقطاعية تشو واللقب الوراثي تسي (子)، والموازي لفيكونت. وبنى شيونغ يي أول عاصمة لتشو في دانيانغ (丹阳) (إقليم سيتشوان حاليًا، في مقاطعة هنان).

### التوسع المبكر
في عام 1000 قبل الميلاد، بعد القيام بحملة استكشافية في ولاية تشو، غرق مركب الملك تشاو من تشو ومات غرقًا في نهر هان. وكنتيجة لوفاة ملكهم، لم تقم مملكة تشو بالتوسع أكثر من ذلك باتجاه الجنوب وبالتالي سمحت للقبائل الجنوبية وتشو بترسيخ استقلالها وحكمها الذاتي قبل الولايات الشمالية بكثير. أطاح شيونغ تشو، حاكم تشو، بولاية إي في 863 قبل الميلاد، ولاحقًا قام بجعل مدينة ايتشو التي قامت مكانها عاصمة تشو البديلة. قام شيونغ دا، فيكونت تشو، في عام 703 أو 706 باتخاذ لقب ملك وو من تشو، وذلك يعني مساواته لملك زو واستقلال تشو.

## النهاية
بعد تولي الملك ينغ زينغ عرش ولاية تشين، قام في سنة 238ق.م بإطلاق عدة حملات على الولايات الست الكبرى، التي إنتهت بانتصاره وتوحيد البلاد وتنصيب نفسه الإمبراطور الأول حرفيا «تشين شي هوانج» وتأسيسه أسرة تشين

## كتابات أخرى
- Cook, Constance. Death in Ancient China: The Tale of One Man's Journey. Leiden: Brill, 2006 ISBN 90-04-15312-8